# Ludvig Mathias Lindeman
Ludvig Mathias Lindeman (ur. 28 listopada 1812 w Trondheim, zm. 23 maja 1887 w Chistianie) – norweski kompozytor, organista i folklorysta.

## Życiorys
Pochodził z rodziny muzyków, był synem organisty Olego Andreasa Lindemana (1769–1857). Naukę pobierał od ojca, którego począwszy od 12. roku życia zastępował na stanowisku organisty. W 1833 roku wyjechał do Chistiany, gdzie rozpoczął studia teologiczne, ostatecznie zdecydował się jednak poświęcić muzyce. W 1839 roku otrzymał posadę organisty katedry w Christianie, którą piastował aż do swojej śmierci w 1887 roku. Występował też jako solista, w 1871 roku wystąpił w Londynie w trakcie inauguracji nowo zbudowanych organów w Royal Albert Hall. W latach 1849–1887 uczył śpiewu w seminarium teologicznym w Christianie, od 1883 roku prowadził też z synem Peterem Brynie (1858–1930) szkołę organową, w 1894 roku przekształconą w konserwatorium.
Zbierał i wydawał norweskie pieśni ludowe. Publikował także zbiory muzyki kościelnej, opublikowana przez niego księga chorałowa została w 1877 roku oficjalnie uznana przez Kościół Norwegii i pozostała w użytku liturgicznym do 1926 roku.

## Wydania
(na podstawie materiałów źródłowych)

### Muzyka ludowa
- Norske fjeldmelodier harmonisk bearbeidede (1841)
- Norske folkeviser udsatte for fire manstemmer (1850)
- Ældre og nyere norske fjeldmelodier (1853–1863)
- Halvhundrede norske fjeldmelodier harmoniserede for mandsstemmer (1862)
- 30 norske kjaempevise-melodier harmoniserede for 3 lige stemmer (1863)
- Norske kjaempevise-melodier harmoniserede for blandede stemmer (1885)

### Muzyka religijna
- Melodier til W.A. Wexels christelige psalmer (1840)
- Martin Luthers aandelige sange (1859)
- Norsk messebog (1870)
- Melodier til Landstads Salmebog (1873)
- Koralbog, indeholdende de i Landstads Salmebog forekommende Melodier (1878)